# Andrea Camuzio
Andrea Camuzio, auch Andrea Camuzzi (* um 1512 in Lugano; † 1587 in Mailand oder Como) war ein Schweizer Mediziner und Hochschullehrer.

## Leben
Andrea Camuzio war der Sohn des Arztes Francesco Camuzio (* um 1480 in Lugano; † nach 1520 ebenda); sein Bruder war der Humanist Gerolamo Camuzio (* um 1515 in Lugano; † nach 1555 ebenda).
Nach einem Philosophie- und Medizinstudium an der Universität Pavia praktizierte er bis 1576 als kaiserlicher Hofarzt und erster Leibarzt des Kaisers Maximilian II. (HRR) in Wien und hielt von 1576 bis 1587 als Professor an der Universität Pisa medizinische Vorlesungen. Einer seiner Studenten war auch Galileo Galilei, der Anfang der 1580er Jahre Medizin in Pisa studierte.
Andrea Camuzio wurde für seine Disputationen bekannt, so beteiligte er sich 1541 in Mailand an einem Streitgespräch über die Frage der Übereinstimmung von Platon und Aristoteles mit der Heiligen Schrift; sein Manuskript hierzu befindet sich in der Bibliothek Trivulziana in Mailand. 1544 nahm er an der Disputation gegen Martin Luther in Rom teil; sein hierzu erstelltes Manuskript disputatio Contra Martinum Lutherum befindet sich in der Vatikanischen Apostolischen Bibliothek. 
Am 5. August 1549 nahm er an einer öffentlich geführten Glaubensdisputation in Locarno im Landvogtschloss unter Vorsitz des katholischen Landvogts Nikolaus Wirz teil Gemeinsam mit ihm waren seitens der katholischen Seite Fra Lorenzo, sein Bruder Girolamo Camuzzi, der Erzpriester Galeazzo Muralto († 1557) und der Landschreiber von Lugano Hans Zumbrunnen beteiligt. Die Teilnehmer der Gegenseite waren Giovanni Beccaria, Taddeo Duno und die Brüder Ronco, Martino († 1566) und Giovanni Muralto. Die Disputation wurde ohne Einigung abgebrochen, weil den Evangelischen nur die Wahl gelassen wurde, die von Fra Lorenzo verfassten Schlussreden anzunehmen oder zu verwerfen; diese wollten sie jedoch nur insoweit annehmen, wie sie auch mit der Bibel übereinstimmen würden.
1563 hatte er eine Auseinandersetzung mit Gerolamo Cardano (1501–1576), dem berühmtesten Mailänder Arzt seiner Zeit.
Er soll der Arzt des Tridentiner Konzils gewesen sein und an den Verhandlungen teilgenommen haben.
Andrea Camuzio war verheiratet, sein Sohn Eugenio Camuzio (* um 1540 in Lugano; † 1602 in Rom) wurde später Doktor der Philosophie und Jurist.

## Schriften (Auswahl)
- In Sacrarum literarum cum Aristotele et Platone concordiam praefatio.  Ioannes Maria Simoneta, Ticini ca. 1541.
- Disputationes, quibus Hieronymi Cardani, conclusiones infirmantur, Galenus ab ejusdem injuria vindicatur, Hippocratis praeterea aliquot loca diligentius multo quam unquam alias explicantur. Hieronymus Bartolus, Pavia 1563.
- De humano intellectu libri quatuor. Hieronymus Bartolus, Pavia 1564 (PDF Digitalisat).
- De amore atque felicitate libri novem, hactenus in lucem nusqvam aediti. Stephan Kreuzer, Wien 1574.
- Excursio brevis praecipui morbi, nempe cordis palpitationis. Marescotus, Florenz 1578.
- De nobilitate libri octo. Mailand, 1641.